# Xã East Benton, Quận Christian, Missouri
Xã East Benton (tiếng Anh: East Benton Township) là một xã thuộc quận Christian, tiểu bang Missouri, Hoa Kỳ. Năm 2010, dân số của xã này là 458 người.